# ミシェル・マクラーレン
ミシェル・マクスウェル・マクラーレン（Michelle Maxwell MacLaren, 1965年 - ）は、カナダのディレクター、テレビプロデューサーである。

## 人物
カナダ及びアメリカ合衆国で活動し、『Xファイル』、『ブレイキング・バッド』、『ウォーキング・デッド』、『ゲーム・オブ・スローンズ』、『ベター・コール・ソウル』を手掛けている。特に『ブレイキング・バッド』では、第3シーズン第7話「ハンクの苦しみ」を監督したことによりプライムタイム・エミー賞監督賞、共同製作総指揮者としてドラマシリーズ賞にノミネートされた。